# Czernidłówka pospolita

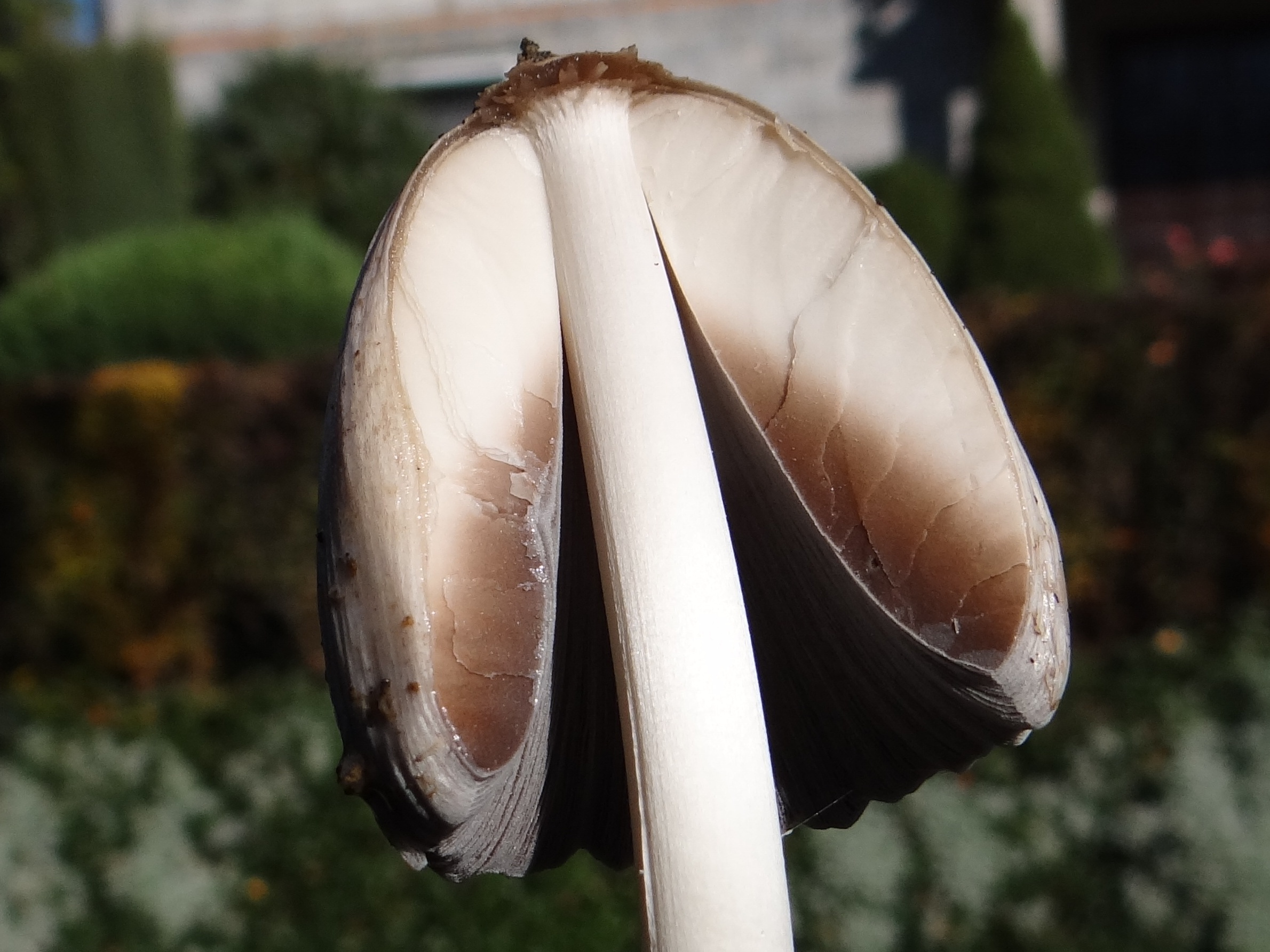
Przekrój owocnika

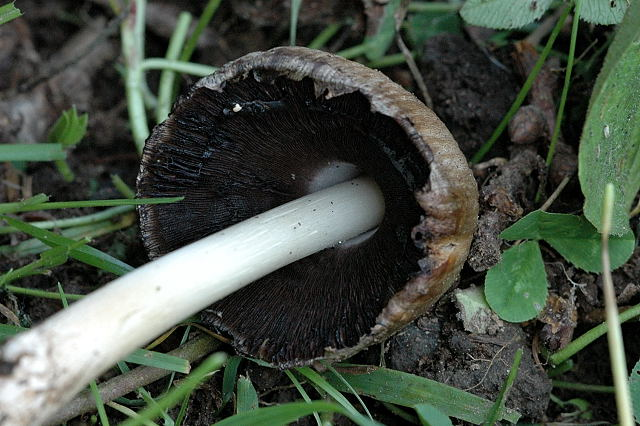
Owocnik starszy, już zaczynający się rozpływać

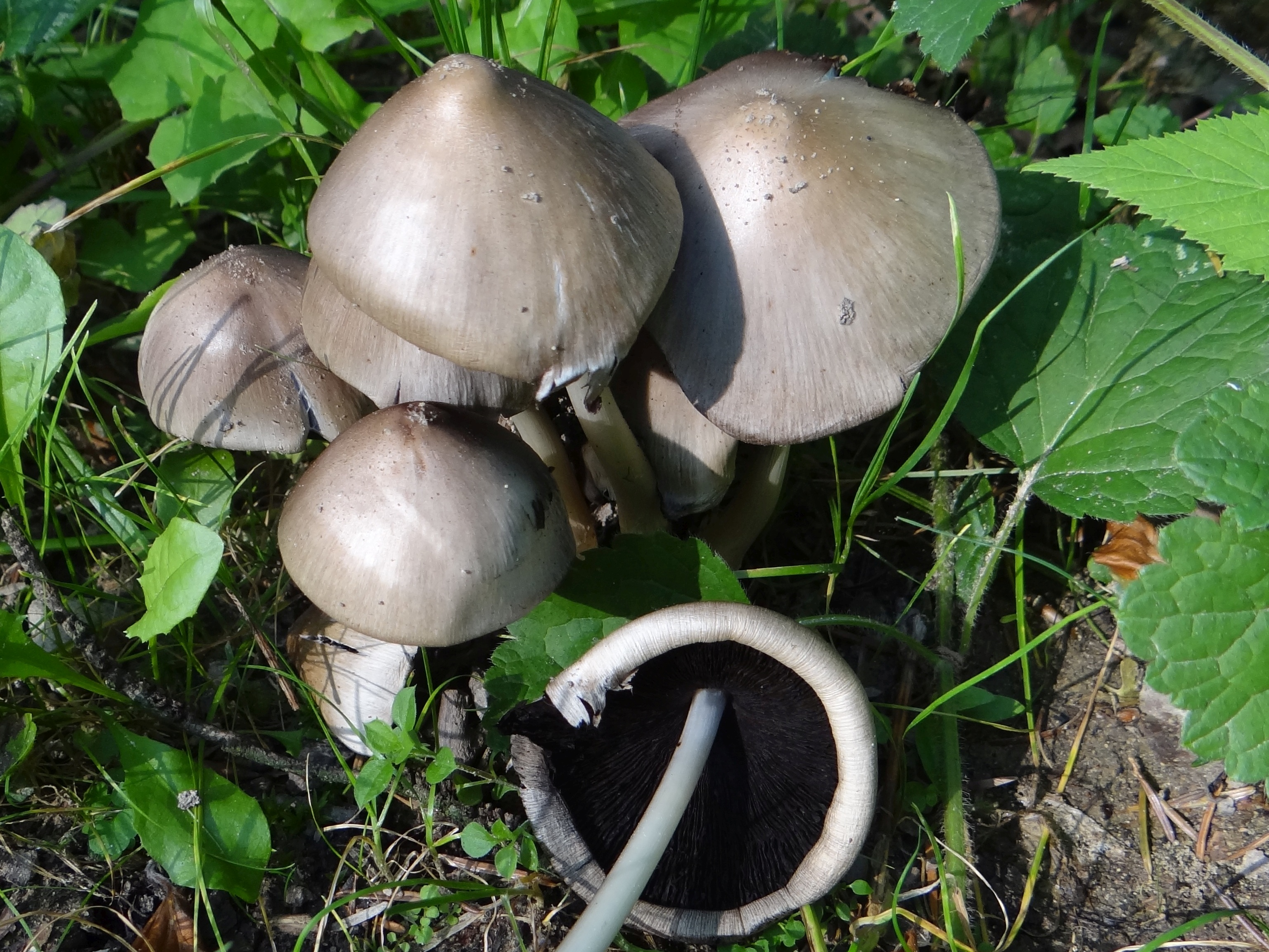

Czernidłówka pospolita, czernidłak pospolity (Coprinopsis atramentaria (Bull.) Redhead, Vilgalys & Moncalvo) – rodzaj grzybów z rodziny kruchaweczkowatych (Psathyrellaceae).

## Systematyka i nazewnictwo
Pozycja w klasyfikacji według Index Fungorum: Coprinopsis, Psathyrellaceae, Agaricales, Agaricomycetidae, Agaricomycetes, Agaricomycotina, Basidiomycota, Fungi.
Po raz pierwszy takson ten zdiagnozował w 1786 r. Jean Baptiste Bulliard nadając mu nazwę Agaricus atramentarius. Obecną, uznaną przez Index Fungorum nazwę nadali mu w 2001 r. Redhead, Vilgalys i Moncalvo, przenosząc go do rodzaju Coprinopsis.
Synonimy naukowe:

- Agaricus luridus Bolton 1788
- Agaricus plicatus Pers. 1797
- Agaricus sobolifer Hoffm. 1789
- Coprinus atramentarius (Bull.) Fr. 1838
- Coprinus atramentarius (Bull.) Fr. 1838 var. atramentarius
- Coprinus atramentarius var. crassivelatus Bogart 1979
- Coprinus atramentarius var. crassivelatus Bogart 1975
- Coprinus atramentarius var. soboliferus (Fr.) Rea 1922
- Coprinus luridus (Bolton) Fr. 1838
- Coprinus plicatus (Pers.) Gray 1821
- Coprinus sobolifer Fr. 1838
- Pselliophora atramentaria (Bull.) Fr. 1879[2].

Nazwę polską nadał mu Franciszek Błoński w 1888 r., wówczas bowiem gatunek ten zaliczany był do rodzaju czernidłak (Coprinus). W polskim piśmiennictwie mykologicznym opisywany był także pod polskimi nazwami jako bedłka czernidło, bedłka psia lub czernidłak pospolity oraz czernidlak, czerniak, gnojówka, gnojnik, gnojak. W wyniku badań filogenetycznych w 2001 r. przeniesiony został do rodzaju Coprinopsis, tak więc jego polskie nazwy stały się niespójne z nazwą naukową. W 2025 r. Komisja ds. Polskiego Nazewnictwa Grzybów Polskiego Towarzystwa Mykologicznego zarekomendowała dla rodzaju Coprinopsis nazwę czernidłówka.

## Morfologia
Kapelusz
Wysokość 3–8 cm, u młodych osobników cylindryczny, później dzwonkowaty, na końcu niemal rozpostarty. Jest promieniście żłobiony, na wierzchołku ma nieliczne płatkowate łuski. Kolor popielatoszary lub szarobrązowy, na środku ciemniejszy. U dojrzałego owocnika cały kapelusz razem z blaszkami rozpływa się w czarną ciecz.
Blaszki
Szerokie, gęste, o piłkowanych ostrzach.. W młodym owocniku białe, później różowe, a na koniec czarne i rozpływają się.
Trzon
Wysokość 5–15 cm, cylindryczny, pusty, łatwo odłamujący się od kapelusza. Powierzchnia gładka, biała, pierścienia brak. Podstawa wyraźnie zaostrzona.
Miąższ
Biały, w kapeluszu cienki i kruchy, w trzonie miękki, włóknisty. Smak nieznaczny, zapach przyjemny, ale niewyraźny.
Wysyp zarodników
Czarny. Zarodniki elipsoidalne, gładkie, o rozmiarach 9–10 × 5–6 μm.

## Występowanie i siedlisko
Podano występowanie tego gatunku w Ameryce Północnej, Europie, Azji i na Nowej Zelandii. W Polsce jest bardzo pospolity.
Występuje dość często, w ogrodach, łąkach, lasach i nieużytkach. Owocniki pojawiają się od wiosny do jesieni, zazwyczaj gromadnie u podstawy ściętych pni lub na ziemi.

## Znaczenie
Naziemny saprotrof. Grzyb jadalny, ale także trujący. Jadalne są tylko młode okazy, zanim zaczną czernieć i rozpływać się. Trujący jest natomiast w połączeniu z alkoholem. Co najmniej na dwa dni przed i dwa dni po spożyciu tego grzyba nie należy spożywać alkoholu. W takim przypadku dochodzi do zatrucia organizmu zawartą w grzybie kopryną, która blokuje proces rozkładu alkoholu, doprowadzając tym samym do zatrucia aldehydem octowym. Pierwsze oznaki zatrucia pojawiają się od kilku minut do 1 godz. w postaci zaczerwienienia twarzy i szyi, następnie chory zaczyna odczuwać ciepło i wzrasta tętno.